# Rachel Joyce (triatleta)
Rachel Joyce (16 de junio de 1978) es una deportista británica que compitió en triatlón.
Ganó una medalla en el Campeonato Mundial de Triatlón de Larga Distancia de 2011, y una medalla en el Campeonato Europeo de Triatlón de Larga Distancia de 2012. Además, obtuvo tres medallas en el Campeonato Mundial de Ironman entre los años 2013 y 2015.

## Palmarés internacional
| Campeonato Mundial | Campeonato Mundial         | Campeonato Mundial | Campeonato Mundial |
| Año                | Lugar                      | Medalla            | Prueba             |
| ------------------ | -------------------------- | ------------------ | ------------------ |
| 2011               | Henderson (Estados Unidos) | Medalla de oro     | Individual         |
| Campeonato Europeo |                            |                    |                    |
| Año                | Lugar                      | Medalla            | Prueba             |
| 2012               | Roth (Alemania)            | Medalla de oro     | Individual         |

| Campeonato Mundial | Campeonato Mundial     | Campeonato Mundial | Campeonato Mundial |
| Año                | Lugar                  | Medalla            | Prueba             |
| ------------------ | ---------------------- | ------------------ | ------------------ |
| 2013               | Hawái (Estados Unidos) | Medalla de plata   | Individual         |
| 2014               | Hawái (Estados Unidos) | Medalla de bronce  | Individual         |
| 2015               | Hawái (Estados Unidos) | Medalla de plata   | Individual         |